# Législature d'État de Washington

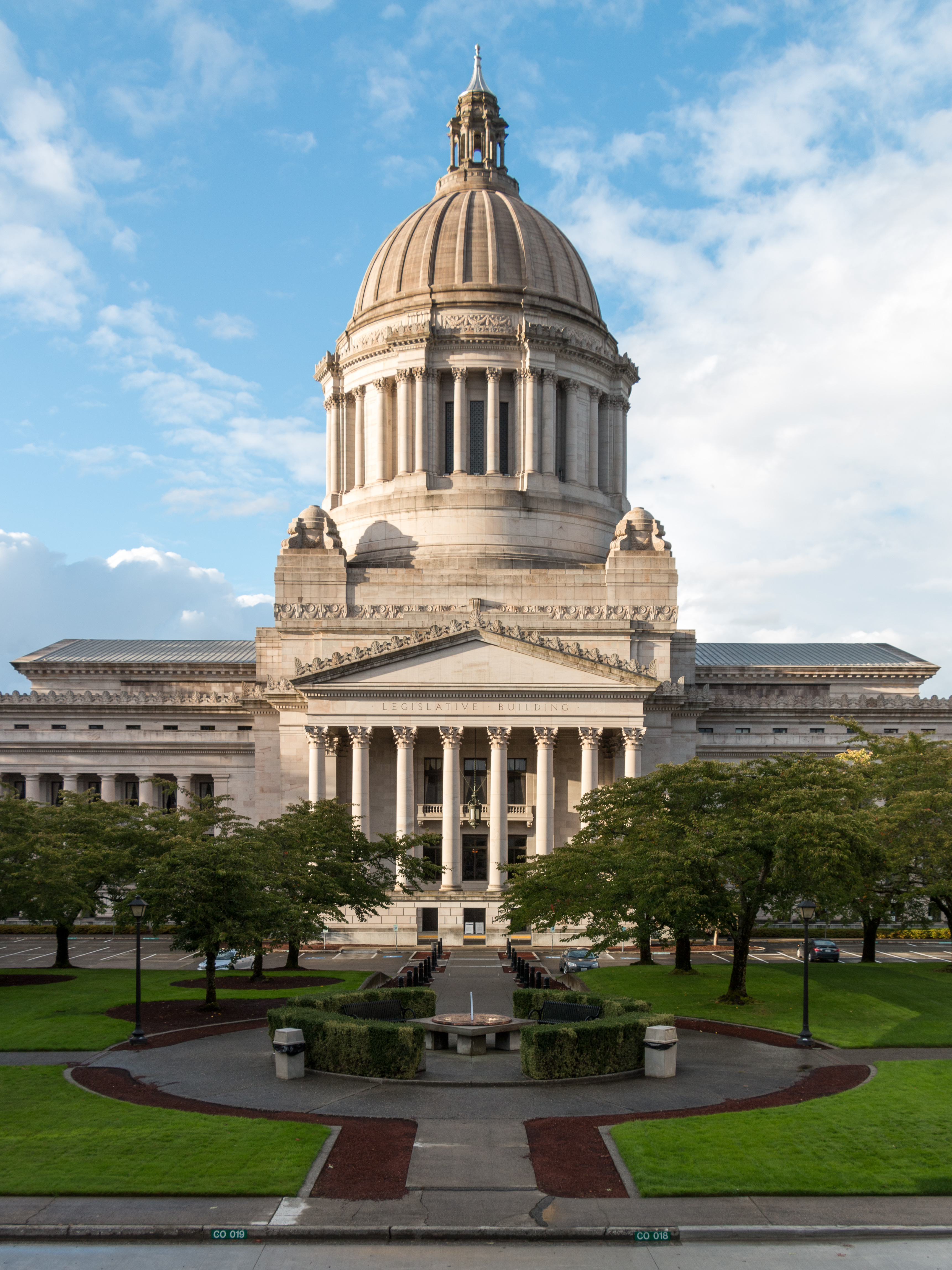
Le Capitole de l'État de Washington à Olympia.

La législature d'État de Washington (en anglais : Washington State Legislature) est l'organe législatif du gouvernement de l'État américain de Washington. Institution bicamérale, la législature est composée d'une chambre basse, la Chambre des représentants (98 représentants), ainsi que d'une chambre haute, le Sénat (49 sénateurs).

## Historique
Les premières élections de la législature du territoire de Washington, alors composée d'une Chambre de 18 membres et d'un Conseil de 9 membres, ont lieu le 30 janvier 1854. En octobre 1889, la constitution de l'État de Washington est adoptée, mais le suffrages féminin est rejeté. Lors de la première législature, sont élus 35 sénateurs et 70 représentants. Les femmes acquièrent le droit de vote à partir des élections de 1910.

## Composition
Les représentants et les sénateurs sont élus au sein des 49 circonscriptions (« districts législatifs ») de l'État. Les représentants sont élus pour un mandat de deux ans, les sénateurs pour quatre ans.
En novembre 2017, une élection partielle fait basculer le Sénat en faveur des démocrates. Pour la première fois depuis 2012, le Parti démocrate contrôle les deux chambres de la législature ainsi que le poste de gouverneur.

## Travail législatif
La constitution de l'État de Washington impose des sessions régulières tous les ans, à partir du deuxième lundi de janvier. Les années impaires (celles suivant les élections), la session régulière dure 105 jours ; les années paires, elle dure 60 jours. Le gouverneur peut également convoquer des sessions extraordinaires, qui peuvent durer jusqu'à 30 jours.
Le processus législatif est le suivant : le texte doit être « pré-déposé » avant le début de la session parlementaire (prefiling), il passe ensuite en première lecture (first reading), en commission (committee), en commission des lois (rules committee) puis en deuxième et troisième lecture. Pour être approuvé, chaque texte doit être voté dans les mêmes termes, en troisième lecture, par chaque chambre. En cas de divergences, une commission paritaire (conference committee) peut produire un rapport, qui sera soumis au vote des chambres en tant que texte final. Une loi doit ensuite être signée par le gouverneur, qui a un droit de veto.